# Белая Гора (Луганская область)
Белая Гора (укр. Біла Гора) — село, относится к Попаснянскому району Луганской области Украины.
Население по переписи 2001 года составляло 290 человек. Почтовый индекс — 93322. Телефонный код — 6474. Занимает площадь 0,663 км². Код КОАТУУ — 4423857501.

## Местный совет
93321, Луганська обл., Попаснянський р-н, смт. Мирна Долина, вул. Освіти, буд. 1  (укр.)

## История
Изначальное название — деревня Арсеньевка. Была основана в середине 18 века (между 1772 и 1775 годами). Вместе с Устиновкой принадлежала капитану Юлинцу (Бахмутский гусарский полк).